# Câu lạc bộ bóng đá Ngân hàng Nông nghiệp Thái Lan
Câu lạc bộ bóng đá Ngân hàng Nông nghiệp Thái Lan (tiếng Thái: สโมสรฟุตบอลธนาคารกสิกรไทย tiếng Anh: Thai Farmers Bank FC từng là một câu lạc bộ bóng đá Thái Lan. Câu lạc bộ đã 2 lần vô địch AFC Champions League vào các năm 1994 và 1995, là câu lạc bộ Thái Lan và Đông Nam Á duy nhất làm được điều này.

## Danh hiệu
| Quốc tế                                    | Quốc tế | Quốc tế              |
| ------------------------------------------ | ------- | -------------------- |
| Giải vô địch bóng đá câu lạc bộ châu Phi-Á | 1       | 1994                 |
| Châu lục                                   |         |                      |
| AFC Champions League                       | 2       | 1993-1994, 1994-1995 |
| Quốc gia                                   |         |                      |
| Thai FA Cup                                | 1       | 1999                 |